# Lissonota longior
Lissonota longior là một loài tò vò trong họ Ichneumonidae.